# MSC Armonia
MSC Armonia é um navio de cruzeiro construído em 2001 como MS European Vision para a extinta Festival Cruises. Desde 2004, o navio pertence e é operado pela MSC Crociere. Ele pode acomodar 2.065 passageiros em 783 cabines, com uma tripulação de aproximadamente 760 pessoas. Os itinerários do MSC Armonia cobrem os portos do Mediterrâneo, incluindo Dubrovnik; Corfu; Pireu; Santorini; Argostoli; Ancona; Cagliari; Veneza; Valeta; Kotor; Barcelona; Málaga; Palma de Maiorca; La Goulette e portos no Oceano Atlântico, incluindo Búzios; Recife; Rio de Janeiro; Buenos Aires; Salvador; Santos; Las Palmas e Funchal.

## História

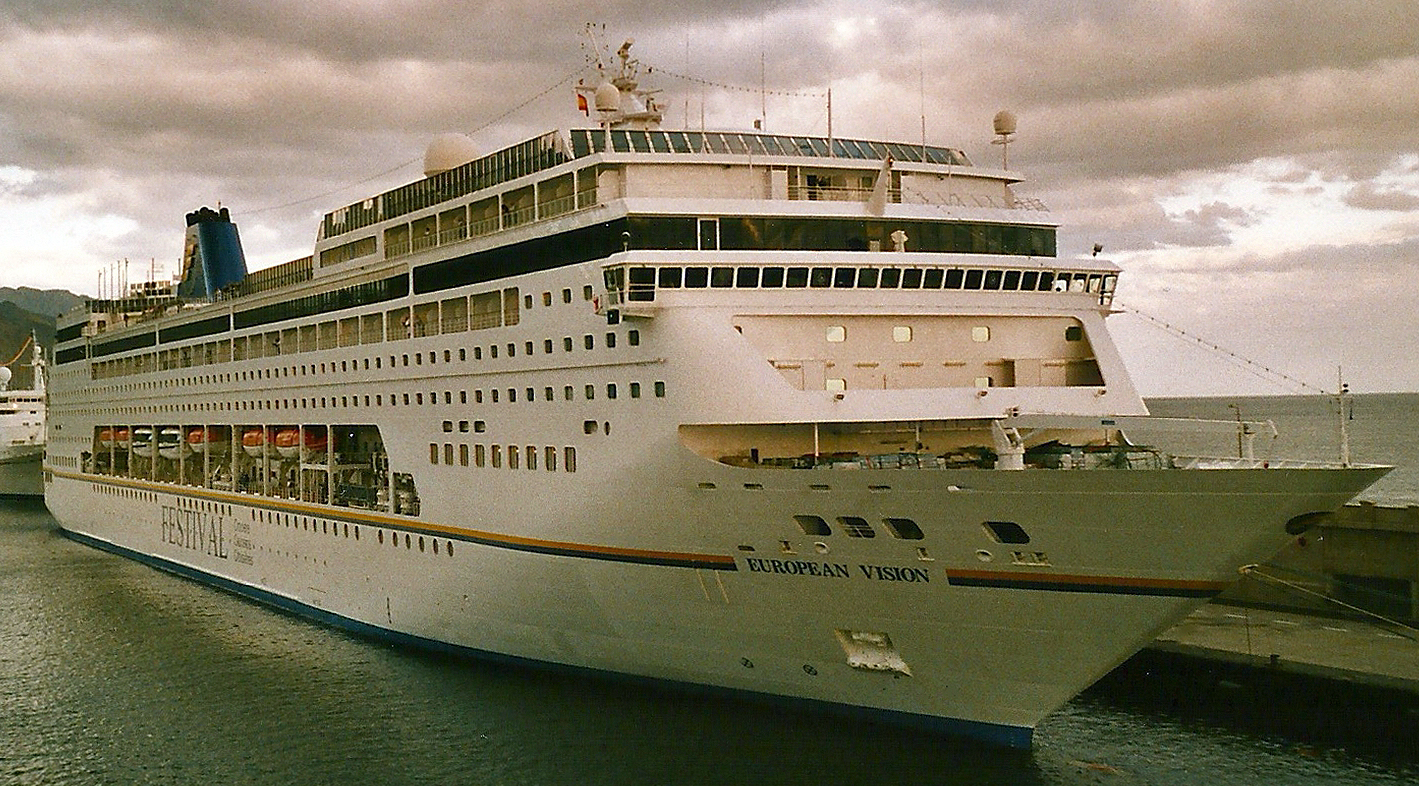
MSC Armonia como European Vision no Porto de Santa Cruz de Tenerife, Espanha, em 5 de dezembro de 2003.

Como European Vision, ele foi fretado para a 27.ª reunião de cúpula do G8 em Génova, Itália, como um local seguro para abrigar líderes mundiais. Os temores de terrorismo eram altos antes dos ataques de 11 de setembro de 2001 e acreditava-se que a Al-Qaeda estava considerando Génova como um alvo. Embora o navio estivesse protegido por uma falange antiterrorismo, incluindo helicópteros e lançadores de mísseis, o presidente dos EUA, George W. Bush, permaneceu em um hotel.

## Programa Renaissance
O MSC Armonia foi o primeiro navio da Classe Lirica a sofrer renovação no âmbito do "Programa Renaissance". Novos recursos incluíram um parque aquático, lojas reformadas, novas áreas para crianças e adolescentes, um bufê aprimorado, um novo lounge e um restaurante extenso. O trabalho foi concluído em 17 de novembro de 2014.
Voltou a entrar em doca-seca em novembro de 2024, visitando o estaleiro Palumbo em Malta para manutenção regular e atualizações gerais. 

## Incidente
Em 10 de abril de 2018, às 9:00 am, o MSC Armonia colidiu com um píer ao tentar atracar na Ilha de Roatán, Honduras, causando danos significativos ao píer, mas nenhum dano significativo ao navio. Não houve feridos e o navio foi autorizado a deixar o porto 17 horas depois.

### Itinerários
Lista com os itinerários operados pelo MSC Armonia ao longo dos anos:
| Datas                            | Região                | Duração      | Portos visitados |
| -------------------------------- | --------------------- | ------------ | --- |
| Abril de 2013 - Outubro de 2013  | Mediterrâneo Oriental | 7 noites     | Veneza, Ancona, Dubrovnik, Corfu, Argostoli & Kotor                                                                                   |
| Novembro de 2013 - Abril de 2014 | Ilhas Canárias        | 14 noites    | Las Palmas, Funchal, Santa Cruz de La Palma, San Sebastián, Santa Cruz de Tenerife & Casablanca, Agadir, Arrecife, Puerto del Rosario |
| Abril de 2014 - Junho de 2014    | Mediterrâneo Oriental | 7 noites     | Ancona, Santorini, Esmirna, Argostoli, Split & Veneza                                                                                 |
| Junho de 2014 - Setembro de 2014 | Mediterrâneo Oriental | 7 noites     | Veneza, Ancona, Santorini, Míconos, Kotor & Split                                                                                     |
| Novembro de 2014 - Abril de 2015 | Ilhas Canárias        | 7 noites     | Las Palmas, Casablanca, Agadir, Arrecife & Santa Cruz de Tenerife                                                                     |
| Abril de 2015 - Outubro de 2015  | Mediterrâneo          | 7 noites     | Palma de Maiorca, Ibiza/Valeta, Ólbia/Messina, Salerno, La Spezia & Marselha                                                          |
| Novembro de 2015 - Abril de 2016 | América do Sul        | 3 e 4 noites | Santos, Cabo Frio, Ilhabela, Santos                                                                                                   |
| Abril de 2016 - Outubro de 2016  | Mediterrâneo          | 7 noites     | Génova, Marselha, Palma de Maiorca, Ibiza/Valeta, Ólbia/Messina & Livorno                                                             |
| Novembro de 2016 - Abril de 2017 | Caribe                | 7 noites     | Havana, Montego Bay, Cozumel, Roatán, Cidade de Belize, Georgetown & Ilha da Juventude                                                |
| Dezembro de 2025 - Março de 2026 | América do Sul        | 7 e 8 noites | Rio de Janeiro, Salvador, Ilhéus e Maceió                                                                                             |